# Henry Gunther
Henry Gunther (Baltimore, USA, 1895. június 6. – Chaumont-devant-Damvillers, Franciaország, 1918. november 11.) az első világháború utolsó amerikai áldozata. 1918. november 11-én 10:59-kor esett el, a fegyverszünet életbelépése előtt egy perccel.
Polgári foglalkozása szerint banki alkalmazott volt Baltimore-ban. A 313. gyalogezreddel 1918 júliusában érkezett Franciaországba. Az egyik levelében a fronton uralkodó körülményekről panaszkodott, de a levél a cenzorok kezébe került, ezért lefokozták közlegénnyé. A háború utolsó napjának reggelén egységével a Verduntől északra fekvő Chaumont-devant-Damvillers-nél állomásozott a lövészárokban rohamra készen. Délelőtt két társával előreszegett fegyverrel megindult a németek felé a sűrű novemberi ködben. A fegyverszünet híre 10:45-kor jutott el a német oldalra. A katonák örömükben a levegőbe kezdtek lövöldözni. Gunther 11 óra előtt pár perccel felpattant és annak ellenére tüzelt, hogy a németek angolul kérték őt, hogy tegye le a fegyvert, de Gunther ment tovább, találat érte és egy perccel 11 előtt holtan esett össze.
Posztumusz érdemrendet kapott és visszaállították őrmesteri rangját, szülővárosában pedig sokáig a háború utolsó hőseként őrizték emlékét.
Máig sem tudni, miért rohant az öngyilkosságba a fiatal katona. Többen tudni vélik, hogy a háború alatt német származása miatt nem kedvelték, illetve hogy a nem sokkal korábban elnyert biztos állás kényszerű hátrahagyása is közrejátszott ebben.